# Ryan Dickson
Ryan Anthony Dickson, né le 14 décembre 1986 à Saltash, est un footballeur anglais.

## Carrière
Le 6 janvier 2012, Ryan Dickson est prêté un mois à Yeovil Town. Après un prêt à Leyton Orient, il est prêté à Bradford City en janvier 2013. 
Le 26 juillet 2013 il rejoint le Colchester United.

### Palmarès
- Vice-champion du Championnat d'Angleterre D2 : 2012